# Tulsa Philharmonic
Die Tulsa Philharmonic (gegründet 1948, aufgelöst 2002) war ein US-amerikanisches Orchester in Tulsa, Oklahoma. 

## Geschichte
Das Orchester wurde 1948 von H. Arthur Brown gegründet, dessen Chefdirigent er auch bis 1958 war. Die originale Tulsa Philharmonic entstand auf Initiative des in Deutschland geborenen Kurt Berger aus einer kleinen Gruppe Musikern aus Tulsa und der näheren Umgebung, die sich unter dem Namen Tulsa Civic Symphony in den Jahren 1927 bis 1928 zusammengefunden hatten. Viele der damaligen Mitglieder der Civic Symphony Tulsa Philharmonic begleiteten im Orchestergraben des Tulsa Little Theatre auch entsprechende Musikaufführungen. Das kleine Orchester gab sein erstes Konzert 1927 am Akdar Theatre in Tulsa mit Berger als Chefdirigent. Als er 1933 aus gesundheitlichen Gründen zurücktreten musste, folgte ihm seine Tochter Tosca Berger Kramer zusammen mit George Baum bis in die 1940er Jahre auf dieser Position.
Mit Unterstützung und auf Betreiben des Fremdenverkehrsamtes und Bürgern aus Tulsa startete die Tulsa Philharmonic 1948 mit H. Arthur Brown als Chefdirigent im Skelly Stadium der University of Tulsa ihre 53 Jahre währende Geschichte. Auf Brown als Musikdirektor folgten Vladimir Golschmann (1958–1961), Franco Autori 1961–1971, Skitch Henderson (1971–1974), Thomas Lewis (1974–1977), Murry Sidlin (1978–80), Joel Lazar (1980–83), Peter Nero (als Pop Musik Direktor, 1983–1994), Bernard Rubenstein (1984–96) und Kenneth Jean (1997–2001).
Aufgrund finanzieller Probleme in den 1980er und 1990er Jahren wurde das Orchester ohne langfristigen Erfolg reorganisiert. Am 12. September 2002 musste das Direktorium des Klangkörpers seine Auflösung bekannt geben. Das Ende des Orchesters war auch ein Ergebnis der Pleiten von Enron und WorldCom 2001, in deren Folge nicht nur die Steuereinnahmen für die Stadt wegbrachen, sondern auch sehr viel Arbeitsplätze in Tulsa verloren gegangen sind. Nach der Auflösung der Tulsa Philharmonic versuchten ehemalige Mitglieder des Orchesters 2005 erfolgreich unter einem neuen Namen, als Tulsa Symphony Orchestra ein neues Musikensemble in Tulsa zu etablieren.